# Не бійся, я з тобою!
«Не бійся, я з тобою!» (азерб. Горхма, мән сәнінләјәм, Qorxma, mən səninləyəm) — радянський двосерійний пригодницький, музичний комедійний телефільм Юлія Гусмана, що вийшов у 1981 році.

## Сюжет
Кінець XIX століття. Російська імперія, Азербайджан. Двоє циркових акторів, Сан Санич і Рустам, приїжджають на батьківщину Рустама, дізнавшись про хворобу його бабусі. В очікуванні коней, які відвезуть їх до села Рустама, друзі йдуть в місцевий театр, де через папаху місцевого бандита Джафара (великого любителя музики) у них відбувається сутичка, за яку Джафар клянеться помститися. По дорозі в село за друзями женуться бандити. Відірватися вдається, лише зруйнувавши міст через бурхливу річку. Побачити бабусю живою Рустаму не вдається — вони встигають тільки на її похорон. Незважаючи на те, що на дворі вже майже XX століття і різні нововведення дісталися навіть сюди, горяни живуть старими звичаями і порядками. З'ясовується, що місцеві жителі до цих пір пам'ятають, як Рустам «Не помстився і втік як боягуз» — відмовився слідувати звичаєм кровної помсти і не став вбивати свого кровника.
Друзі залишаються поки в старому будинку бабусі, що належить тепер, разом з землею, Рустаму. Сан Санич, який з самого початку виступав проти поїздки Рустама на батьківщину, тепер хоче якомога швидше забратися звідси. Фарзалі-бек — багатий місцевий житель, одержимий ідеєю знайти нафту і розбагатіти ще більше, хоче шукати нафту в землі, яка тепер належить Рустаму. Щоб позбутися від господаря землі, він відправляє Теймура — бідного юнака, артиста і співака, що грає в місцевому театрі і закоханого в дочку Фарзалі-бека Теллі, щоб вбити Рустама. Колись між сім'ями предків Теймура і Рустама була кровна ворожнеча. Теймур вважає кровну помсту дурним, віджилим звичаєм, але Фарзалі-бек вимагає від нього для підтвердження мужності помститися за дядька Гусейна, якого дуже давно вбив хтось із предків Рустама. Бек обіцяє після вбивства ворога видати Теллі заміж за Теймура.
Теймур намагається вбити Рустама, з'явившись у нього вдома, але сили надто нерівні — тренований циркач Рустам легко обеззброює противника і примушує його спокійно поговорити. У розмові з'ясовується, що Теймура обдурили. Весілля давно вже вирішене, Теллі видають заміж за Мардана — недалекого ненажеру, «маминого синка» з багатої сім'ї. Рустам і Сан Санич пояснюють Теймуру справжній стан речей і пропонують свою допомогу у викраденні нареченої під час весілля. Рустам — відмінний наїзник, прекрасно володіє зброєю, Сан Санич, під час свого перебування матросом, навчився на Сході багато чому, зокрема, техніці рукопашного бою. Утрьох вони викрадають Теллі. Рустаму, Теймуру і Теллі вдається сховатися, а Сан Санич, що залишився прикривати відступ, здається поліції і опиняється в місцевій в'язниці.
Фарзалі-бек замовляє Джафару вбивство Рустама і Теймура. Втікачів, що ховаються в горах, переслідують одночасно поліція і бандити. В цей же час засланець поселенець, інженер Петров, який відмовився шукати для Фарзалі-бека нафту на землі Рустама, відправляється у в'язницю — ту ж саму, куди потрапив Сан Санич. З'ясовується, що у в'язниці Сан Санич швидко придбав величезний авторитет, продемонструвавши злочинцям свої вміння. Тепер він навчає ув'язнених битися. Дізнавшись від Петрова про те, що друзям на волі потрібна допомога, Сан Санич організовує бунт і масову втечу — колишні ув'язнені відправляються на допомогу його друзям.

## У ролях
- Полад Бюльбюльогли — Теймур Гаджиєв, наречений Теллі, друг Рустама і Сан Санича, співак
- Мухтарбек Кантеміров — Рустам, друг Теймура і Сан Санича, циркач (озвучував Олександр Белявський, вокал Йосип Кобзон)
- Лев Дуров — Олександр Олександрович (Сан Санич), друг Теймура і Рустама, циркач, колишній моряк (дублер в рукопашному бою — Сулейман Мамедов, тренер секції карате, вокал Мірза Бабаєв)
- Гаміда Омарова — Теллі Велібекова, дочка Фарзалі-бека, наречена Теймура (вокал Ірина Понаровська)
- Мірза Бабаєв — Фарзалі-бек Велібеков, батько Теллі
- Сергій Юрський — становий пристав
- Гасан Турабов — Джафар «Трьохокий», ватажок бандитів (вокал — Володимир Винокур)
- Олександр Шаровський — Петров, інженер, який видобуває нафту
- Джахангір Новрузов — Мардан Озізо, колишній наречений Теллі
- Насіба Зейналова — мати Мардана
- Садих Гусейнов — батько Мардана
- Олег Кантеміров — ув'язнений
- Мухтар Манієв — кримінальник
- Спортсмени ДСТ «Буревісник» (секції карате і тхеквондо) — в епізодах

## Знімальна група
- Автори сценарію:  Юлій Дунський і  Валерій Фрід
- Режисер-постановник:  Юлій Гусман
- Оператор-постановник: Валерій Керімов
- Художник-постановник: Надир Зейналов
- Композитор: Полад Бюльбюльогли
- Автор тексту пісень:  Олексій Дідуров
- Звукооператор: Асад Асадов
- Запис музики: Рафік Рагімов
- Керівник групи каскадерів:  Мухтарбек Кантеміров
- Директор фільму: Надир Алієв